# Forum europeo di Alpbach

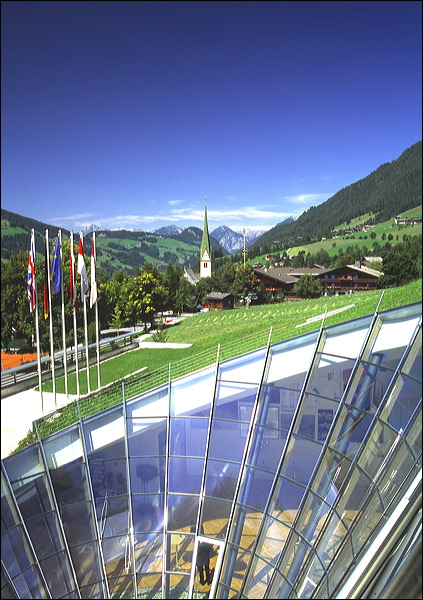
Il centro congressi di Alpbach

Il Forum europeo di Alpbach (in tedesco Europäisches Forum Alpbach) si tiene ogni anno dal 1945 ad Alpbach, comune austriaco nel distretto di Kufstein in Tirolo, e vede la partecipazione ogni estate di centinaia tra accademici, politici, esperti di settore e studenti che nel piccolo villaggio tirolese si incontrano per discutere confrontarsi su temi economici, politici, scientifici e ambientali.
Tra i relatori e i partecipanti al Forum nel corso degli anni si sono viste personalità come Theodor Adorno, Jacques Delors, Renato Dulbecco, Erwin Schrödinger, Karl Popper, Jeffrey Sachs, Konrad Lorenz, Herbert Marcuse, Helmut Kohl, Indira Gandhi, Ban Ki-moon e molti altri.
La massiccia presenza di giovani (ogni anno partecipano più di mille studenti da tutto il mondo) è garantita da un network di associazioni indipendenti di ex partecipanti, attive in 25 paesi che offrono borse di studio e collaborano nell'organizzazione degli eventi.